# آرشام (پسر خشایارشا)
آرشام (به پارسی باستان: 𐎠𐎼𐏁𐎠𐎶؛ نویسه‌گردانی: Aršāma؛ زبان یونانی باستان: Ἀρσάμης؛ نویسه‌گردانی: Arsames) یا سارسامس یا آرخانس، شاهزاده هخامنشی و ساتراپ مودرایه، در سده پنجم پیش از میلاد بود.

## حکومت
طبق گفته کتزیاس، "" آرشام " توسط فرمانده هخامنشی بغابوخش دوم و بعد از سرکوب شورش اول مصریان به عنوان ساتراپ منصوب شد. پیش از این، یک شاهزاده مصر باستان به نام ایناروس آشکارا علیه اردشیر یکم و حکومت هخامنشی قیام کرد و در جنگ، ساتراپ پیشین مصر، هخامنش را کشته‌ است. در سال ۴۵۴ پیش از میلاد، اندکی پس از گماشتگی، آرشام با شکست نیروهای کمکی آتنی به ایناروس در دلتای نیل، به خاموش کردن شورش کمک کرد.

پس از شورش، آرشام برای جلوگیری از هر چیزی که می‌تواند شورش‌های جدید ایجاد کند، سیاست سازش در برابر مصریان بومی در پیش گرفت. به احتمال زیاد به همین دلیل، او اجازه داد که ایناروس، پسر تانیراس، فرمانروایی خود را در بخشی از دلتا حفظ کند (همان‌طور که هرودوت گزارش کرده‌است).
در حالی که فعالیت‌های اولیه او در مورد ذکر شده فقط توسط منابع یونانی گزارش شده‌ است، اما زندگی بعدی آرشام به جای آن توسط چندین نامه نوشته شده به زبان آرامی شناخته می‌شود، که عمدتاً توسط خاخام پیشین یهودی الفانتین به عنوان پاپیروس فیل تنظیم شده که متعلق به ۴۲۸ پیش از میلاد به بعد این تاریخ هستند. گزارش شده است که او در سال ۴۲۳ پیش از میلاد از کودتای داریوش دوم بر ضد سغدیانوس حمایت کرده‌ است، و بعداً او را از سال ۴۱۰ تا ۴۰۷ پ.م به شوش در ایران فراخواندند. همان‌طور که توسط اسناد دیگر گزارش شده‌ است، در این میان برخی از نامه‌ها از تبادل نامه وی با مدیر املاکش به نام ناختیور و با شخصی به نام آرتاوانس که احتمالاً به عنوان ساتراپ موقت مصر عمل می‌کرد در این مدت زمان حکایت دارند.

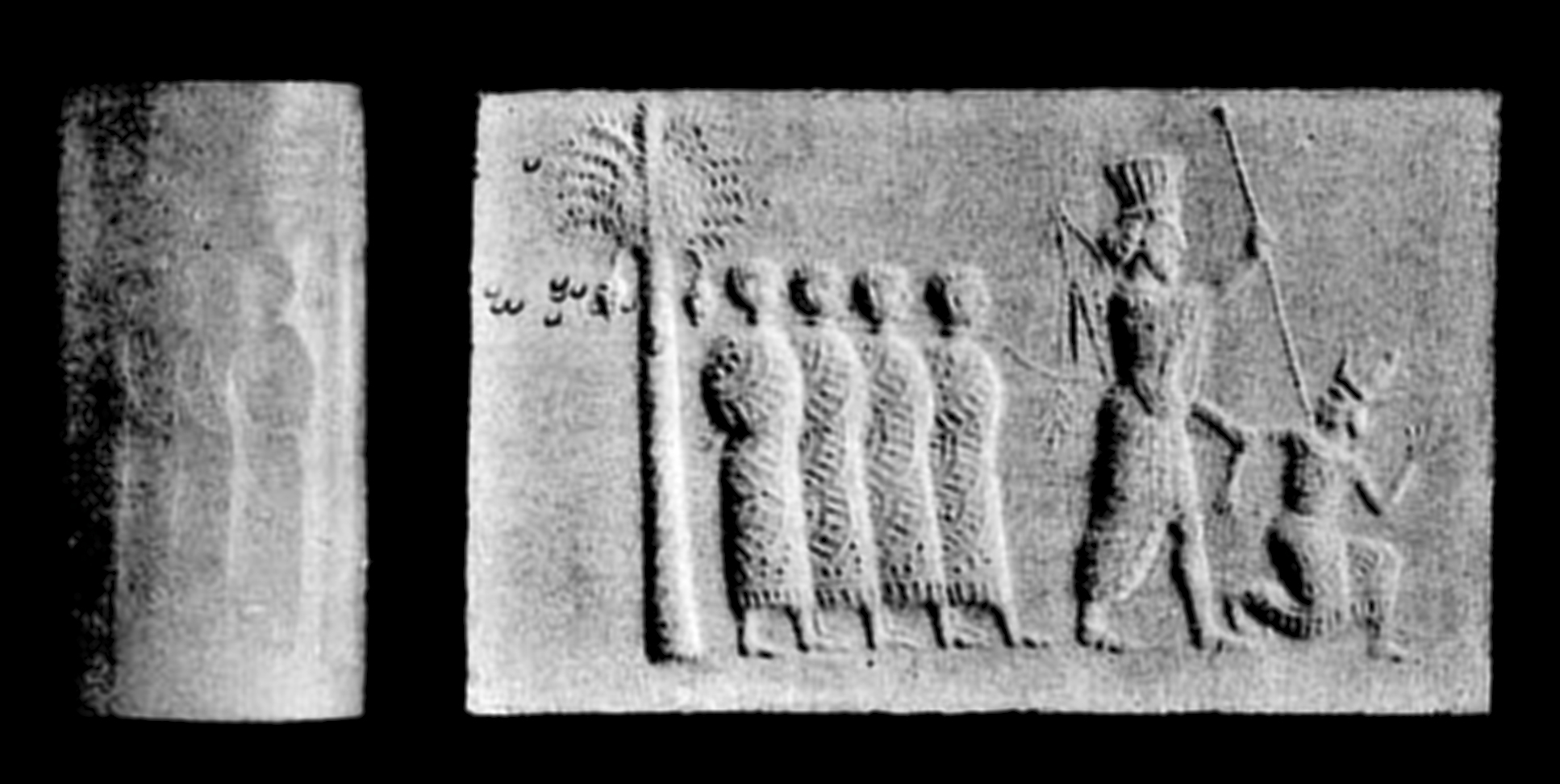
مهر استوانه ای که پادشاه ایرانی را نشان می‌دهد و در حالی که چهار اسیر مصری دیگر را با طناب نگه داشته بود، نیزه خود را به سمت یک فرعون مصری می‌اندازد.

در سال ۴۱۰ پیش از میلاد یک شورش در الفانتین آغاز شد، جایی که یک جامعه یهودی مستقر در کنار مصریان بومی زندگی می‌کردند و در آنجا دو گروه معبد محلی خود را داشتند، به ترتیب یهوه و خنوم. یهودیان توسط آرشام و به‌طور کلی توسط حاکمان ایرانی خوب تحمل شدند. با این حال، به نظر می‌رسد که عملکرد یهودیان در قربانی کردن بزها به خدای خود توسط روحانیون معبد همسایه خدای خنوم مصر به عنوان توهین تلقی شد. روحانیون خنوم با بهره‌گیری از یکی از غیبت‌های آرشام، یک فرمانده نظامی محلی، به نام ویداراناگ را تحریک کردند و بدون هیچ گونه مانعی موفق به تخریب معبد یهوه شدند. پس از بازگشت، آرشام مرتکبان را مجازات کرد، اما برای جلوگیری از هرگونه بحث و جدال با منع کشتار آیینی بزها مخالفت کند. با این حال، به نظر می‌رسد تلاش‌های متعدد یهودیان برای بازسازی معبد خود برای مدت زمانی ناشناخته مانده است.

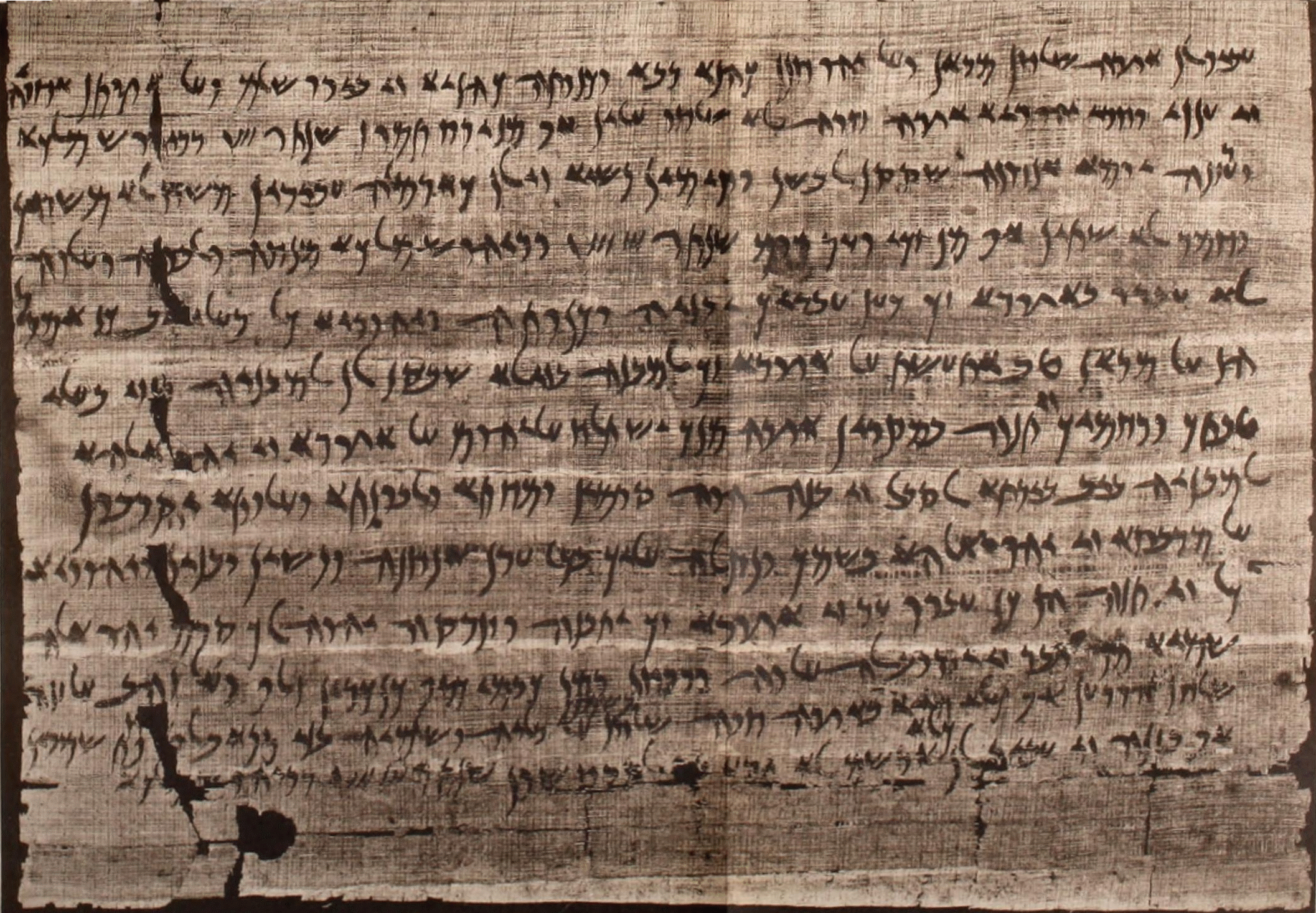
نیمه پایینی یکی از پاپیروس‌های فیل، حاوی یک درخواست برای بازسازی معبد یهودی در الفانتین، و به تاریخ سال هفدهم پادشاه داریوش دوم، تحت حکمرانی آرشام (۴۰۷ پ. م)

از آرشام پس از سال ۴۰۶ پیش از میلاد گزارش دیگری ذکر نشده‌ است، و احتمالاً او اندکی پیش از دودمان بیست و هشتم مصر که توسط فرعون بومی آمیرتئوس در ۴۰۴ پیش از میلاد به قدرت رسید، درگذشته باشد.

## مهر آرشام
آرشام را از یک مهر و موم استوانه‌ای حکاکی شده که در آن وی با کشیدن تاج‌های مصر سفلی و علیا، که توسط شاهین‌ها پوشیده شده‌ است، در حال کشتن دشمنان سکایی است می‌شناسند.